# Leader nelle yard ricevute in carriera nella National Football League
Nel football americano, per yard ricevute si intendono quelle attribuite ad un ricevitore in un'azione di gioco in cui vi sia stato un passaggio in avanti del pallone.
Nelle liste che seguono sono indicati i giocatori della National Football League che abbiano ricevuto almeno 10.000 yard in carriera durante la stagione regolare ed almeno 1.000 yard in carriera durante la post season, aggiornati alla fine della stagione 2023. I giocatori in grassetto sono ancora in attività.

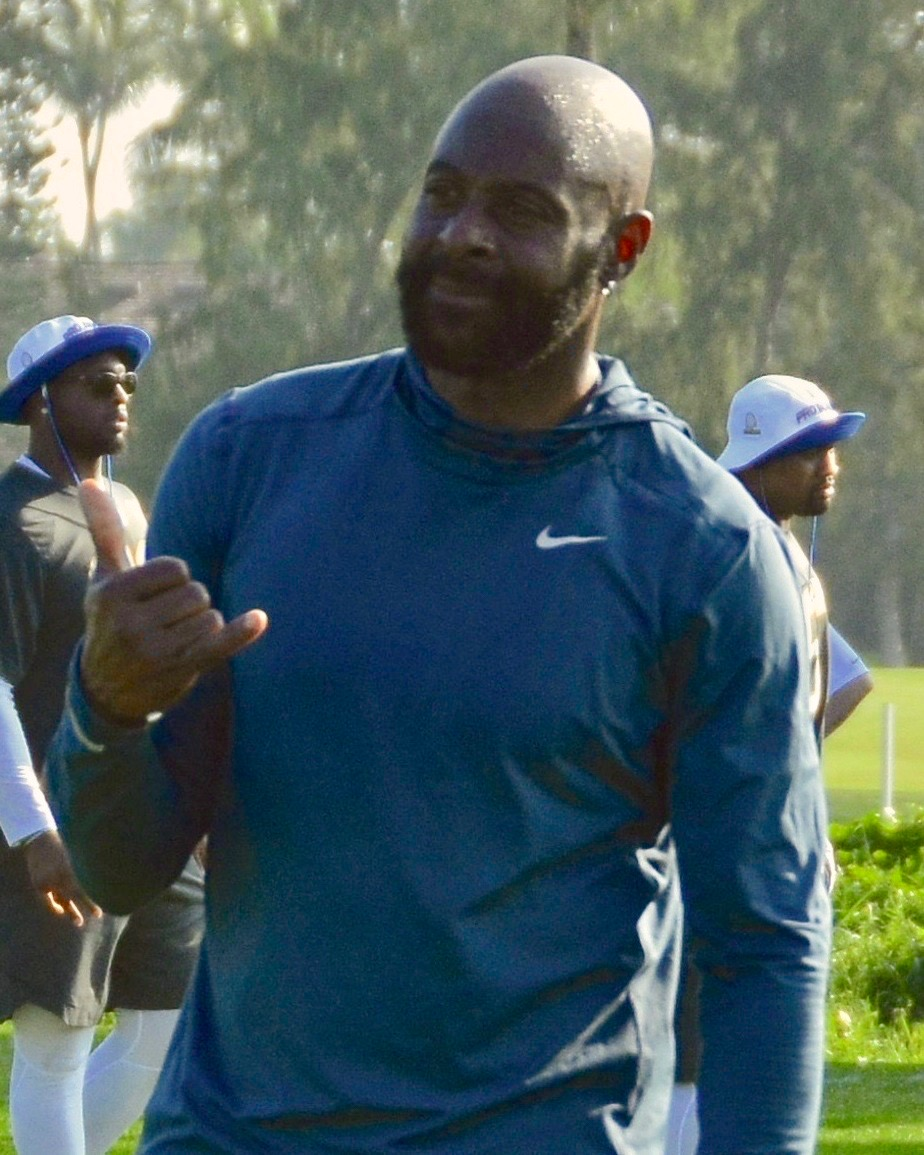
Jerry Rice è il leader di tutti i tempi per yard ricevute in carriera nella stagione regolare, con 22.895, e nei playoff, con 2.245

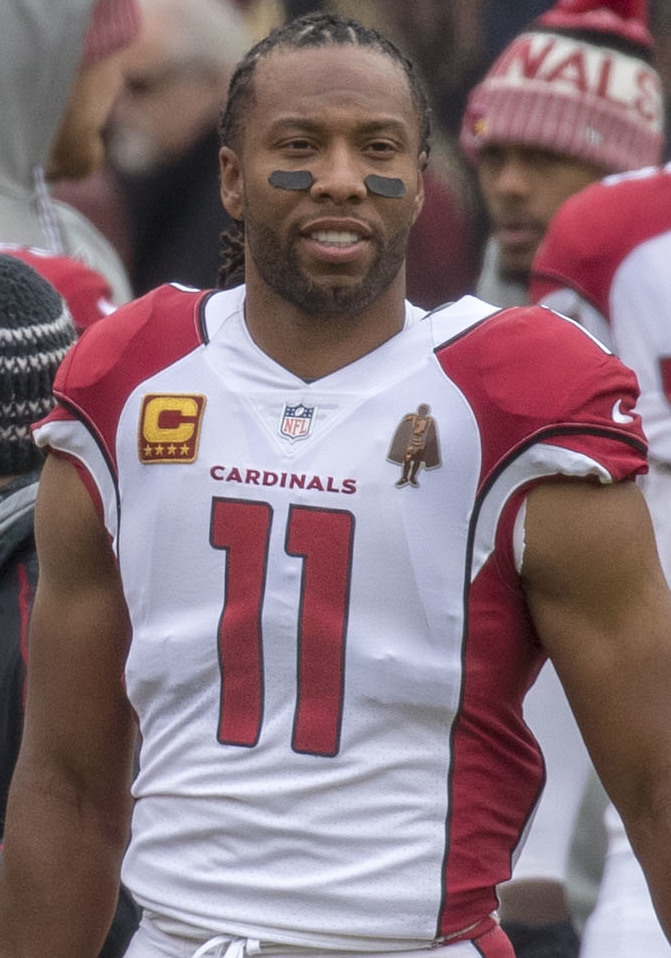
Larry Fitzgerald secondo assoluto per yard ricevute in carriera in stagione, con 17.492

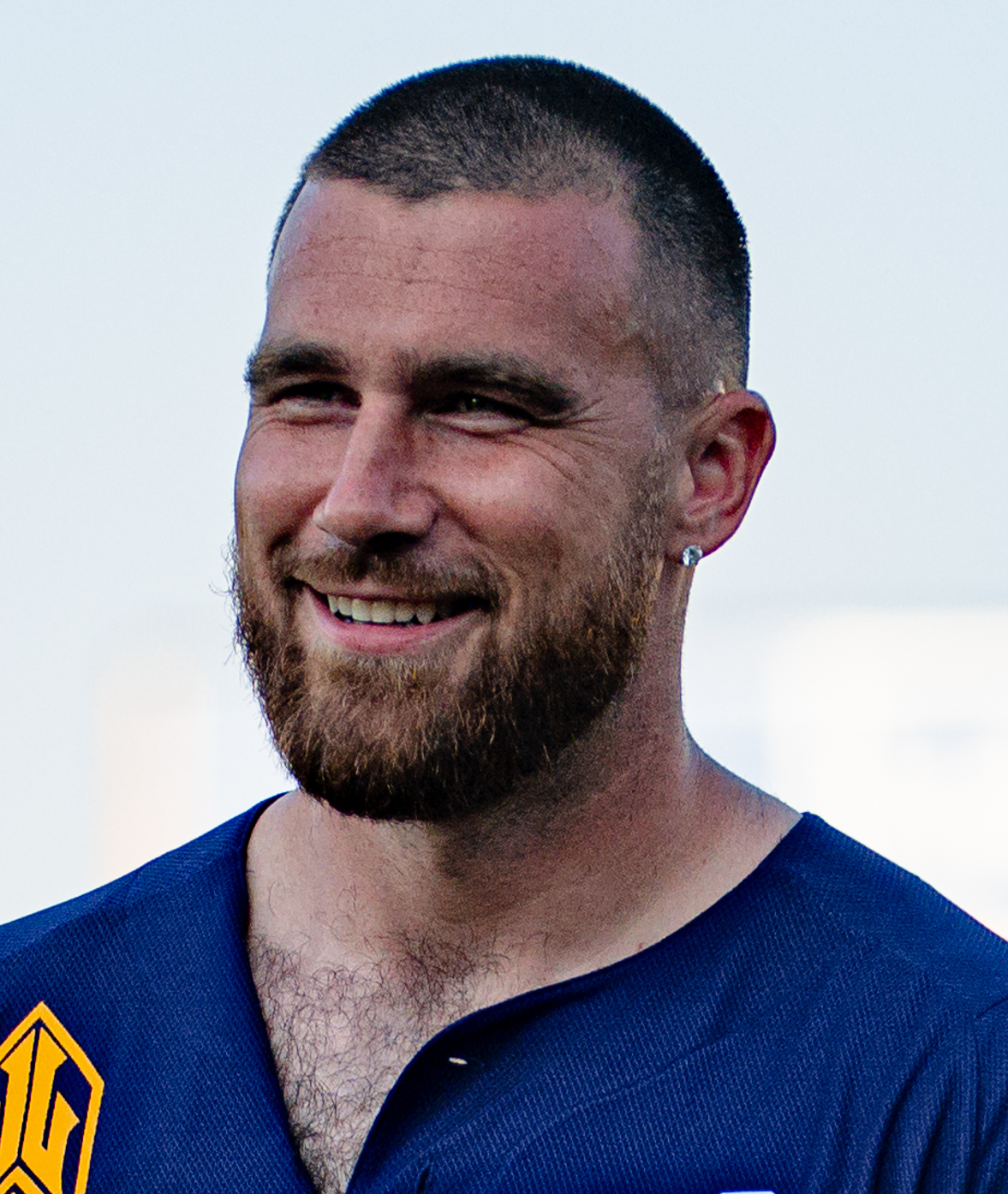
Travis Kelce tight end secondo assoluto nelle yard ricevute in carriera nei playoff

## Giocatori che hanno ricevuto più di 10.000 yard nella stagione regolare
| Posizione | Giocatore              | Squadre | Ricezioni | Yard ricevute | Media per ricezione | Anno di induzione nella Pro Football Hall of Fame |
| --------- | ---------------------- | --- | --------- | ------------- | ------------------- | ------------------------------------------------- |
| 1         | Jerry Rice             | San Francisco 49ers (1985-2000) Oakland Raiders (2001-2004) Seattle Seahawks (2004) | 1 549     | 22 895        | 14,8                | 2010                                              |
| 2         | Larry Fitzgerald       | Arizona Cardinals (2004-2020) | 1 432     | 17 492        | 12,2                | Non eleggibile                                    |
| 3         | Terrell Owens          | San Francisco 49ers (1996-2003) Philadelphia Eagles (2004-2005) Dallas Cowboys (2006-2008) Buffalo Bills (2009) Cincinnati Bengals (2010) Seattle Seahawks (2012)                             | 1 061     | 15 721        | 14,8                | 2018                                              |
| 4         | Randy Moss             | Minnesota Vikings (1998-2004, 2010) Oakland Raiders (2005-2006) New England Patriots (2007-2010) Tennessee Titans (2010) San Francisco 49ers (2012)                                           | 982       | 15 292        | 15,6                | 2018                                              |
| 5         | Isaac Bruce            | St. Louis Rams (1994-2007) San Francisco 49ers (2008-2009) | 1 024     | 15 208        | 14,9                | 2020                                              |
| 6         | Tony Gonzalez          | Kansas City Chiefs (1997-2008) Atlanta Falcons (2009-2013) | 1 325     | 15 127        | 11,4                | 2019                                              |
| 7         | Tim Brown              | Oakland Raiders (1988-2003) Tampa Bay Buccaneers (2004) | 1 094     | 14 934        | 13,7                | 2015                                              |
| 8         | Steve Smith            | Carolina Panthers (2001-2013) Baltimore Ravens (2014-2016) | 1 031     | 14 731        | 14,3                | No                                                |
| 9         | Marvin Harrison        | Indianapolis Colts (1996-2008) | 1 102     | 14 580        | 13,2                | 2016                                              |
| 10        | Reggie Wayne           | Indianapolis Colts (2001-2014) | 1 070     | 14 345        | 13,5                | No                                                |
| 11        | Andre Johnson          | Houston Texans (2003-2014) Indianapolis Colts (2015) Tennessee Titans (2016) | 1 062     | 14 185        | 13,4                | No                                                |
| 12        | James Lofton           | Green Bay Packers (1978-1986) Los Angeles Raiders (1987-1988) Buffalo Bills (1989-1992) Los Angeles Rams (1993) Philadelphia Eagles (1993)                                                    | 764       | 14 004        | 18,3                | 2003                                              |
| 13        | Cris Carter            | Philadelphia Eagles (1987-1989) Minnesota Vikings (1990-2001) Miami Dolphins (2002) | 1 101     | 13 899        | 12,6                | 2013                                              |
| 14        | Anquan Boldin          | Arizona Cardinals (2003-2009) Baltimore Ravens (2010-2012) San Francisco 49ers (2013-2015) Detroit Lions (2016)                                                                               | 1 076     | 13 779        | 12,8                | No                                                |
| 15        | Henry Ellard           | Los Angeles Rams (1983-1993) Washington Redskins (1994-1998) | 814       | 13 777        | 16,9                | No                                                |
| 16        | Julio Jones            | Atlanta Falcons (2011-2020) Tennessee Titans (2021) Tampa Bay Buccaneers (2022) Philadelphia Eagles (2023-presente)                                                                           | 914       | 13 703        | 15,0                | Non eleggibile                                    |
| 17        | Torry Holt             | St. Louis Rams (1999-2008) Jacksonville Jaguars (2009) New England Patriots (2010) | 920       | 13 382        | 14,5                | No                                                |
| 18        | Andre Reed             | Buffalo Bills (1985-1999) Washington Redskins (2000) | 951       | 13 198        | 13,9                | 2014                                              |
| 19        | Steve Largent          | Seattle Seahawks (1976-1989) | 819       | 13 089        | 16,0                | 1995                                              |
| 20        | Jason Witten           | Dallas Cowboys (2003-2017, 2019) Las Vegas Raiders (2020) | 1 228     | 13 046        | 10,6                | Non eleggibile                                    |
| 21        | Irving Fryar           | New England Patriots (1984-1992) Miami Dolphins (1993-1995) Philadelphia Eagles (1996-1998) Washington Redskins (1999-2000)                                                                   | 851       | 12 785        | 15,0                | No                                                |
| 22        | Art Monk               | Washington Redskins (1980-1993) New York Jets (1994) Philadelphia Eagles (1995) | 940       | 12 721        | 13,5                | 2008                                              |
| 23        | DeAndre Hopkins        | Houston Texans (2013-2019) Arizona Cardinals (2020-2022) Tennessee Titans (2023-presente) | 928       | 12 355        | 13,3                | Non eleggibile                                    |
| 24        | Brandon Marshall       | Denver Broncos (2006-2009) Miami Dolphins (2010-2011) Chicago Bears (2012-2014) New York Jets (2015-2016) New York Giants (2017) Seattle Seahawks (2018) New Orleans Saints (2018)            | 970       | 12 351        | 12,7                | Non eleggibile                                    |
| 25        | Antonio Brown          | Pittsburgh Steelers (2010-2018) New England Patriots (2019) Tampa Bay Buccaneers (2020-2021)                                                                                                  | 928       | 12 291        | 13,2                | Non eleggibile                                    |
| 26        | Jimmy Smith            | Dallas Cowboys (1992) Philadelphia Eagles (1994) Jacksonville Jaguars (1995-2005) | 862       | 12 287        | 14,3                | No                                                |
| 27        | Charlie Joiner         | Houston Oilers (1969-1972) Cincinnati Bengals (1972-1975) San Diego Chargers (1976-1986) | 750       | 12 146        | 16,2                | 1996                                              |
| 28        | Hines Ward             | Pittsburgh Steelers (1998-2011) | 1 000     | 12 083        | 12,1                | No                                                |
| 29        | Derrick Mason          | Tennessee Titans (1997-2004) Baltimore Ravens (2005-2010) New York Jets (2011) Houston Texans (2011)                                                                                          | 943       | 12 061        | 12,8                | No                                                |
| 30        | Michael Irvin          | Dallas Cowboys (1988-1999) | 750       | 11 904        | 15,9                | 2007                                              |
| 31        | Antonio Gates          | San Diego Chargers (2003-2018) | 955       | 11 841        | 12,4                | Non eleggibile                                    |
| 32        | Don Maynard            | New York Giants (1958) New York Jets (1960-1972) | 633       | 11 834        | 18,7                | 1987                                              |
| 33        | Mike Evans             | Tampa Bay Buccaneers (2014-presente) | 762       | 11 680        | 15,3                | Non eleggibile                                    |
| 34        | Calvin Johnson         | Detroit Lions (2007-2016) | 731       | 11 619        | 15,9                | 2021                                              |
| 35        | Muhsin Muhammad        | Carolina Panthers (1996-2004, 2008-2009) Chicago Bears (2005-2007) | 860       | 11 438        | 13,3                | No                                                |
| 36        | Rod Smith              | Denver Broncos (1995-2006) | 849       | 11 389        | 13,4                | No                                                |
| 37        | Keenan McCardell       | Cleveland Browns (1992-1995) Jacksonville Jaguars (1996-2001) Tampa Bay Buccaneers (2002-2003) San Diego Chargers (2004-2006) Houston Texans (2007) Washington Redskins (2007)                | 883       | 11 373        | 12,9                | No                                                |
| 38        | Travis Kelce           | Kansas City Chiefs (2013-presente) | 907       | 11 328        | 12,5                | Non eleggibile                                    |
| 39        | DeSean Jackson         | Philadelphia Eagles (2008-2013, 2019-presente) Washington Redskins (2014-2016) Tampa Bay Buccaneers (2017-2018) Los Angeles Rams (2019-2021) Las Vegas Raiders (2021) Baltimore Ravens (2022) | 641       | 11 263        | 17,6                | Non eleggibile                                    |
| 40        | Chad Johnson/Ochocinco | Cincinnati Bengals (2001-2010) New England Patriots (2011) Miami Dolphins (2012) | 766       | 11 059        | 14,4                | No                                                |
| 41        | Joey Galloway          | Seattle Seahawks (1995-1999) Dallas Cowboys (2000-2003) Tampa Bay Buccaneers (2004-2008) New England Patriots (2009) Washington Redskins (2010)                                               | 698       | 10 918        | 15,6                | No                                                |
| 42        | Roddy White            | Atlanta Falcons (2005-2015) | 808       | 10 863        | 13,4                | No                                                |
| 43        | Gary Clark             | Washington Redskins (1985-1992) Arizona Cardinals (1993-1994) Miami Dolphins (1995) | 699       | 10 856        | 15,5                | No                                                |
| 44        | Davante Adams          | Green Bay Packers (2014-2021) Las Vegas Raiders (2022-presente) | 872       | 10 781        | 12,4                | Non eleggibile                                    |
| 45        | Stanley Morgan         | New England Patriots (1977-1989) Indianapolis Colts (1990) | 557       | 10 716        | 19,2                | No                                                |
| 46        | Keyshawn Johnson       | New York Jets (1996-1999) Tampa Bay Buccaneers (2000-2003) Dallas Cowboys (2004-2005) Carolina Panthers (2006)                                                                                | 814       | 10 571        | 13,0                | No                                                |
| 47        | Keenan Allen           | Los Angeles Chargers (2013-presente) | 904       | 10 530        | 11,6                | Non eleggibile                                    |
| 48        | A.J. Green             | Cincinnati Bengals (2011-2020) Arizona Cardinals (2021-2022) | 727       | 10 514        | 14,5                | Non eleggibile                                    |
| 49        | Harold Jackson         | Los Angeles Rams (1968, 1973-1977) Philadelphia Eagles (1967-1972) New England Patriots (1978-1981) Minnesota Vikings (1982) Seattle Seahawks (1983)                                          | 579       | 10 372        | 17,9                | No                                                |
| 50        | Santana Moss           | New York Jets (2001-2004) Washington Redskins (2005—2014) | 732       | 10 283        | 14,0                | No                                                |
| 51        | Lance Alworth          | San Diego Chargers (1962-1970) Dallas Cowboys (1971-1972) | 542       | 10 266        | 18,9                | 1978                                              |
| 52        | Andre Rison            | Indianapolis Colts (1989) Atlanta Falcons (1990-1994) Cleveland Browns (1995) Jacksonville Jaguars (1996) Green Bay Packers (1996) Kansas City Chiefs (1997-1999) Oakland Raiders (2000)      | 743       | 10 205        | 13,7                | No                                                |
| 53        | Tyreek Hill            | Kansas City Chiefs (2016-2021) Miami Dolphins (2022-presente) | 717       | 10 139        | 14,1                | Non eleggibile                                    |
| 54        | Donald Driver          | Green Bay Packers (1999-2012) | 743       | 10 137        | 13,6                | No                                                |
| 55        | Shannon Sharpe         | Denver Broncos (1990-1999, 2002-2003) Baltimore Ravens (2000-2001) | 815       | 10 060        | 12,3                | 2011                                              |

## Giocatori che hanno ricevuto più di 1.000 yard nei playoff
| Posizione | Giocatore        | Squadre | Ricezioni | Yard ricevute | Media per ricezione | Anno di induzione nella Pro Football Hall of Fame |
| --------- | ---------------- | --- | --------- | ------------- | ------------------- | ------------------------------------------------- |
| 1         | Jerry Rice       | San Francisco 49ers (1985-2000) Oakland Raiders (2001-2004) Seattle Seahawks (2004)                             | 151       | 2 245         | 14,9                | 2010                                              |
| 2         | Travis Kelce     | Kansas City Chiefs (2013-presente)                                                                              | 133       | 1 548         | 11,6                | Non eleggibile                                    |
| 3         | Julian Edelman   | New England Patriots (2009-2020)                                                                                | 118       | 1 442         | 12,2                | Non eleggibile                                    |
| 4         | Rob Gronkowski   | New England Patriots (2010-2018) Tampa Bay Buccaneers (2020-2021)                                               | 98        | 1 389         | 14,2                | Non eleggibile                                    |
| 5         | Michael Irvin    | Dallas Cowboys (1988-1999)                                                                                      | 87        | 1 315         | 15,1                | 2007                                              |
| 6         | Cliff Branch     | Oakland Raiders (1972-1985)                                                                                     | 73        | 1 289         | 17,7                | No                                                |
| 7         | Reggie Wayne     | Indianapolis Colts (2001—2014)                                                                                  | 93        | 1 254         | 13,5                | No                                                |
| 8         | Andre Reed       | Buffalo Bills (1985-1999) Washington Redskins (2000)                                                            | 85        | 1 229         | 14,5                | 2014                                              |
| 9         | Hines Ward       | Pittsburgh Steelers (1998-2011)                                                                                 | 88        | 1 181         | 13,4                | No                                                |
| 10        | Fred Biletnikoff | Oakland Raiders (1965-1978)                                                                                     | 70        | 1 167         | 16,7                | 1988                                              |
| 11        | Tyreek Hill      | Kansas City Chiefs (2016-2021) Miami Dolphins (2022-presente)                                                   | 91        | 1 150         | 12,6                | Non eleggibile                                    |
| 12        | Drew Pearson     | Dallas Cowboys (1973-1983)                                                                                      | 68        | 1 131         | 16,6                | No                                                |
| 13        | Paul Warfield    | Cleveland Browns (1964-1969 e 1976-1977) Miami Dolphins (1970-1974)                                             | 58        | 1 121         | 19,3                | 1983                                              |
| 14        | Art Monk         | Washington Redskins (1980-1993) New York Jets (1994) Philadelphia Eagles (1995)                                 | 69        | 1 062         | 15,4                | 2008                                              |
| 15        | Anquan Boldin    | Arizona Cardinals (2003-2009) Baltimore Ravens (2010-2012) San Francisco 49ers (2013-2015) Detroit Lions (2016) | 70        | 1 057         | 15,1                | No                                                |
| 16        | John Stallworth  | Pittsburgh Steelers (1974-1987)                                                                                 | 57        | 1 054         | 17,5                | 2002                                              |
| 17        | Steve Smith      | Carolina Panthers (2001-2013) Baltimore Ravens (2014-2016)                                                      | 59        | 1 001         | 17,0                | No                                                |